# 大肠息肉
大肠息肉（polyp of the large intestine）又稱结肠息肉、结直肠息肉（colorectal polyp），是出現在结肠或直肠隆起于肠黏膜表面病变组织（息肉）的总称。如果放任大肠息肉生長則可能會发展为大腸癌。
男性的大肠息肉发病率高於女性，年紀越大，發病率也越高。

## 症状
大多数大肠息肉患者都没有任何症状，因此多由结肠镜检查或肛门指诊发现。但有些患者会有一些症状，例如：大便颜色变化，便后在大便上可以附有少量血液；排便习惯改变，可能便秘、排便不畅、腹泻、大便时或大便后加重的腹痛。有些不易察觉的慢性息肉出血，会造成缺铁性贫血，造成疲惫和气短；甚至有些具有长蒂的息肉在排便时可脱出肛门外。

## 分类
大肠息肉有多种分类方式：
- 形态分类（无蒂息肉或有蒂息肉）：前者基底贴附于结肠壁，后者息肉和结肠壁之间有黏膜蒂[10][11]。
- 病理分类（腺瘤性息肉或非腺瘤性息肉）：前者又分为管状腺瘤、绒毛状腺瘤及混合型腺瘤；后者又分为错构瘤、炎性息肉、增生性息肉[12]。多采用 Morgan 组织学分类。
- 数目分类（单发或多发）。